# 제임스 윌스트롭

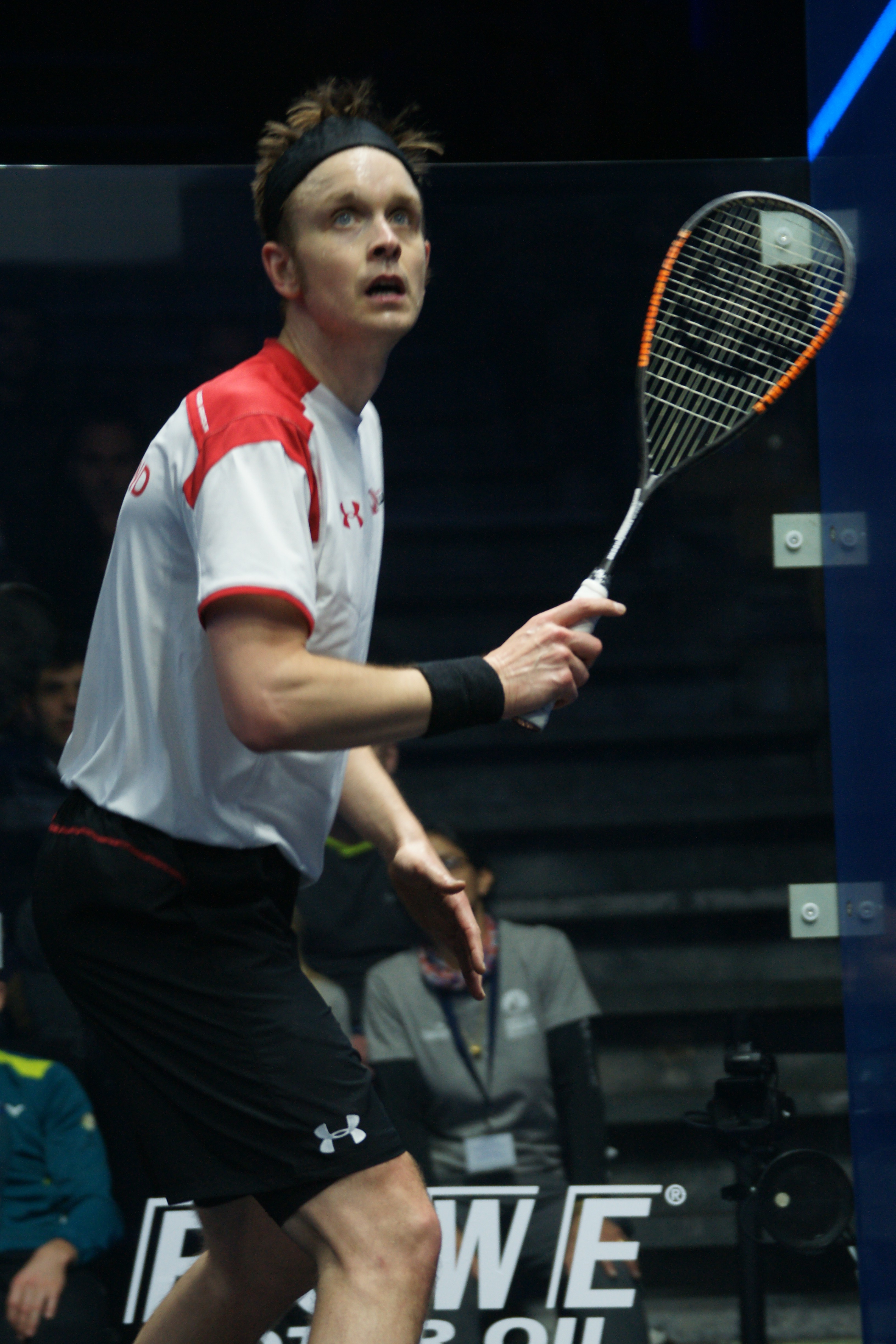
제임스 윌스트롭.

제임스 윌스트롭(James Willstrop, 1983년 8월 25일 ~ )은 잉글랜드 노스 월셤 출신의 프로 스쿼시 선수이다. 그는 미래에 큰 기대를 갖게하는 젊은 유망주로 기억되고 있다. 2012년 1월 세계 랭킹 1위를 달성했다.

## 생애
제임스 윌스트롭은 2002년 sensational junior squash career를 우승하였다. 그때 그는 그의 3번 연속으로 British Junior U19 National Championship타이틀을 따내어 모든 주니어 선수들 가운데 가장 성공한 선수라는 위치를 확립하였다. 같은 기간 동안 그는 세계 톱 주니어,유럽, 그리고 세계 타이틀을 거머쥔 선수라는 위치를 다졌다.
제임스는 성인 잉글랜드팀에서 활동하는 가장 어린 선수들 중에 하나가 되었고 2003년에 열린 European and World Team Championships에 처음으로 그의 국가를 대표할 수 있게 되었다. 그러나 그 큰 요크셔 남성은 성인 무대에서 빠르게 성장을 할 수 있게 되었고 2004년 그는 파키스탄 Islamabad에서 열린 the Pakistan Open에서 우승을 하였다. (4강에서 아머 사바나를 물리쳤다.)
이 첫 번째의 성공은 윌스트롭을 12월에 만들어진 PSA월드 랭킹에서 6계단이나 상승한 2위를 할 수 있게 이끌었다. 새로운 순위는 윌스트롭을 최고의 영국선수로 올려놓았다. 2007년 호주 Melbourne에서 열린 Commonwealth Games의 혼합복식에서 윌스트롭은 비키 보트라이트와 호흡을 맞추어 은메달은 따냈다.
5월 런던에서 열린 the Super Series Finals에 두 번째로 출전한 PSA에 처음으로 등록된 윌스트롭은 잉글랜드 동료인 피터니콜에게 승리를 거두었다. 그 뒤, 셰필드에서 열린 English Open 윌스트롭은 자신의 홈에서 열린 가장 큰 PSA 투어 이벤트에서 Pontefract club-mate인 리 비칠에게 결승전에서 패배하였다.